# Alpha Phoenicis
Alpha Phoenicis (α Phe, α Phoenicis), também chamada de Ankaa, é a estrela mais brilhante da constelação de Phoenix, com uma magnitude aparente visual de 2,37. Com base em medições de paralaxe pela sonda Hipparcos, está localizada a cerca de 85 anos-luz (26 parsecs) da Terra. O nome Ankaa é recente e significa "a fênix" em árabe, em referência à constelação; os astrônomos árabes medievais viam esta região do céu como um barco, e assim chamaram esta estrela de Nair al Zaurak, que significa "a brilhante do barco". Em 2016, após criar um grupo para catalogar e padronizar nomes próprios estelares, a União Astronômica Internacional aprovou o nome Ankaa para esta estrela.
Alpha Phoenicis é uma estrela gigante de classe K com um tipo espectral de K0.5IIIb, o que indica que é uma estrela evoluída que já abandonou a sequência principal, estando na fase de queima de hélio no núcleo. Seu diâmetro angular, corrigido do efeito de escurecimento de bordo, foi determinado fotometricamente em 5,25 ± 0,06 milissegundos de arco; à distância da estrela, esse valor corresponde a um raio físico de 15 vezes o raio solar. Alpha Phoenicis tem uma massa estimada de 2,5 vezes a massa solar, e está brilhando com 86 vezes a luminosidade solar a uma temperatura efetiva de 4 430 K. Sua metalicidade, a abundância de elementos além de hidrogênio e hélio, é muito baixa, com uma abundância de metais de apenas 20% da solar.
Esta estrela é uma binária espectroscópica de linha única com um período de 3848,8 dias (10,5 anos) e uma excentricidade de 0,34. Os dados astrométricos da sonda Hipparcos possuem indícios de movimento orbital, e foram usados para determinar uma inclinação orbital de 128°. A distância média entre as duas estrelas é estimada em 7 unidade astronômicas. Não se sabe nada sobre a estrela companheira.